# Спасов, Васил
Васил Спасов Спасов (17 февраля 1971, Варна) — болгарский шахматист, гроссмейстер (1990). Пятикратный чемпион Болгарии по шахматам (1990, 1997, 2000, 2003 и 2008).
В составе национальной сборной участник 8-и олимпиад (1990—1998, 2002—2006).

## Изменения рейтинга
| График не отображается по техническим причинам. Чтобы исправить это, воспроизведите график в новом формате, если это возможно. |